# Famille Roussy
 (février 2023).
Si vous disposez d'ouvrages ou d'articles de référence ou si vous connaissez des sites web de qualité traitant du thème abordé ici, merci de compléter l'article en donnant les références utiles à sa vérifiabilité et en les liant à la section « Notes et références ».
La famille Roussy est une famille calviniste d'origine française qui, ayant fui les Cévennes à la suite de la révocation de l'édit de Nantes, s'est établie à Vevey en Suisse.

## Filiation
- Samuel-Louis Roussy, né en 1789 à Vevey. Il épouse Jeanne Françoise Pilliod, née  le 31 mars 1791 à Vevey.
  - Pierre-Samuel Roussy (+ en 1880), meunier, cofondateur en 1875 de la société anonyme Nestlé. Il épouse Marie Génillard (1812-1883)[1]
    - Émile-Louis Roussy (1842-1920), président du conseil d'administration de la société Nestlé entre 1905 et 1920. Il épouse Gabrielle Aguet (1850-1924)[1].
      - Auguste Roussy (1870-1940), succède à son père à la direction de la société Nestlé. Il épouse, en 1897, Margareth Antonie Klose[2]
      - Gustave Roussy (1874-1948), célèbre neurologue, neuropathologiste et cancérologue, doyen de la faculté de médecine de Paris, naturalisé français. En 1907, il épouse Marguerite Henriette Laure Thomson (1884-1967), fille de Gaston Arnold Marie Thomson, ministre du Commerce et de la Marine (1848-1932) et d'Henriette Mathilde Elmire Peigné (1859-1946)[3]
      - Marguerite Roussy, née en 1876, épouse Philippe Bourcart, né en 1868.
        - Violette Bourcart (1908-1986) épouse George Normand (1899-1977). Ils ont sept enfants

      - Élyse Roussy épouse Samuel Keser
        - Valérie Keser (1887-1949) épouse Charles Briand puis en secondes noces le 23 novembre 1910 Louis Kreitmann, fils du général Louis Kreitman. Le mariage est célébré à Genève, laissant un souvenir mémorable aux habitants de la région rassemblés en masse pour assister à la sortie des mariés de la Cathédrale Saint-Pierre de Genève, nécessitant l'intervention de quelques gendarmes pour encadrer la foule. Selon le quotidien suisse ABC, ce fut l'un des plus brillants mariages de la saison mondaine, marqué une réception grandiose rassemblant nombre de personnalités venues pour l'occasion[4]. Le journal suisse Genève Mondain parlera d'une réception des plus brillantes où toutes les notabilités genevoises de l'aristocratie se sont réunies et décrira une foule curieuse contenue avec peine par les gendarmes chargés d'assurer le service d'ordre[5]. De ce second mariage, naîtront Jean qui suit, Odette et Simone Wanda qui épousera Horace Borel-Saladin, dont quatre enfants.
          - Jean Kreitmann (1917-2007), écrivain.